# نیروهای مسلح بلغارستان
نیروهای مسلح بلغارستان (بلغاری: Българска армия) مجموعه نیروهای نظامی بلغارستان است، که از نیروهای زمینی بلغارستان، نیروی هوایی بلغارستان و نیروی دریایی بلغارستان تشکیل می‌شود.